# Râul Scorota
Râul Scorota este un curs de apă, afluent al râului Jiul de Vest. Râul se formează la confluența a două brațe Scorota cu Apă și Scorota Seacă

## Hărți
- Harta Munții Vâlcan Arhivat în 15 iunie 2011, la Wayback Machine.
- Harta Munții Retezat Arhivat în 10 iulie 2012, la Wayback Machine.
- Harta județului Hunedoara